# Semien Omo
La zone Semien Omo (Nord Omo) est une ancienne zone de la région des nations, nationalités et peuples du Sud en Éthiopie. En 2000, elle fut divisée en trois zones distinctes : Dawro, Gamo Gofa et Wolayita, tandis que Basketo et Konta sont devenus des woredas spéciaux.

## Woredas
La zone était composée de 22 woredas :
- Arba Minch Zuria
- Basketo
- Boloso Sore
- Bonke
- Boreda Abaya
- Chencha
- Damot Gale
- Damot Weyde
- Dita
- Gofa Zuria
- Humbo
- Isara Tocha
- Kemba
- Kindo Koysha
- Konta
- Kucha
- Loma Bosa
- Mareka
- Melekoza
- Ofa
- Sodo Zuria
- Zala